# Panorama (revista de Italia)
Panorama es una revista semanal italiana de actualidad, política y cultura. Es publicada por Mondadori con cerca de 402.000 copias vendidas por número y es el semanario informativo con mayor difusión en Italia.
Presenta temas de actualidad, política, sociedad, economía y cultura, junto con reportajes en profundidad.

## Historia
Fundada en 1939 por Gianni Mazzocchi, el primer número salió a la venta el 27 de abril de 1939. Era de formato de bolsillo y tenía una periodicidad quincenal. En ella se presentaban temas de actualidad, política, literatura, poesía y arquitectura, recogiendo los artículos y escritos de importantes colaboradores, como Alfonso Gatto, Alberto Moravia, Carlo Linati, Giovannino Guareschi, Giuseppe Pagano, Giovanni Comisso, Elsa Morante, Luigi Comencini, e Irene Brin, entre otros. La publicación desapareció luego de la constante censura por el régimen fascista.
Refundada en octubre de 1962 por Nantas Salvalaggio (proveniente de Época y Corriere della Sera), su distribución inicialmente era mensual.
La dirección pasó a Lamberto Sechi en 1965, que lo transformó en semanario (desde el 18 de mayo de 1967).
El objetivo de los editores (Mondadori) es transformar a Panorama en la principal revista informativa italiana, al estilo de Der Spiegel en Alemania o L'Express en Francia.
En la primavera de 1996, Panorama lanzó su sitio en Internet (mondadori.com/panorama), además de realizar un rediseño de su imagen, en donde un globo terráqueo sustituía a la letra o en el título de la revista.
Actualmente la revista pertenece al grupo Mondadori de la familia Berlusconi.

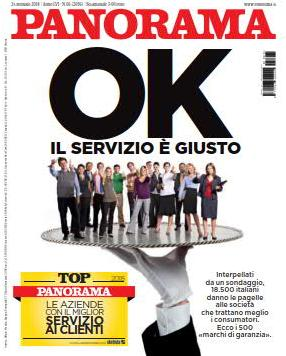
Panorama cover, Mondadori Jenuary 2018.

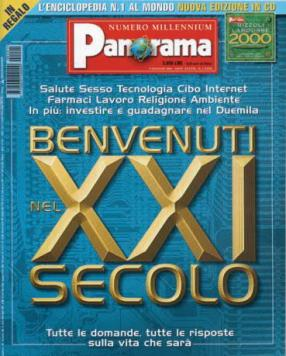
Panorama cover, Mondadori 2004.

## Directores
Mensual de cultura
- Nantas Salvalaggio (1962 - 1964)
- Leo Lionni (1964 - 1965)

Semanario de actualidad (desde 1967)
- Lamberto Sechi (1965 - 1979)
- Carlo Rognoni (1979 - 1985)
- Claudio Rinaldi (1985 - 1990)
- Andrea Monti (1990 - 1996)
- Giuliano Ferrara (1996 - 1997)
- Roberto Briglia (1997 - 2000)
- Carlo Rossella (2000 - 2004)
- Pietro Calabrese (2004 - 10 de octubre de 2007)
- Maurizio Belpietro (11 de octubre de 2007 - 2009)
- Giorgio Mulè (2009 - Actualidad)